# Malthinus limbaticollis
Malthinus limbaticollis es una especie de coleóptero de la familia Cantharidae.

## Distribución geográfica
Habita en México.